# شهرستان رصد
ناحیهٔ رصد (به عربی: مدیریة رصد) یک ناحیه در یمن است که در استان ابین واقع شده‌است.
ناحیهٔ رصد ۵۴٬۸۲۵ نفر جمعیت دارد.